# Informační systém Evidence přestupků
Informační systém evidence přestupků (ISEP, též Registr přestupků) byl jako neveřejný informační systém veřejné správy v ČR spuštěn v říjnu 2016. Systém umožňuje vést evidenci vymezených přestupků dle zákona č. 200/1990 Sb. a evidenci jednání mající znaky těchto přestupků, pokud tak stanoví zvláštní zákon. Údaje slouží pro správní řízení a k prokazování přestupkové bezúhonnosti.
ISEP je součástí Rejstříku trestů, který je podřízen Ministerstvu spravedlnosti. Investiční náklady na serverovou část jsou uváděny ve výši 3,4 mil. Kč, provozní náklady 1,3 mil./rok.

## Legislativní rámec
Registr je regulován následujícími právními předpisy:
- zákon č. 251/2016 Sb., o některých přestupcích, ve znění pozdějších předpisů (především se jedná o jeho ustanovení § 12),
- zákon č. 269/1994 Sb. o Rejstříku trestů, ve znění pozdějších předpisů,
- vyhláška Ministerstva spravedlnosti 227/2016 Sb., o náležitostech formulářů žádosti o opis nebo výpis z evidence Rejstříku trestů a žádosti o opis z evidence přestupků, ve znění pozdějších předpisů.

Podle Rejstříku trestů bylo v ČR spácháno asi 380 tis. přestupků/rok, z toho nejvíce proti majetku (asi polovina) a proti občanskému soužití.
Do centrální evidence se zapíší přestupky na úseku ochrany před alkoholismem a jinými toxikomaniemi, na úseku zemědělství a myslivosti, na úseku obrany České republiky, proti veřejnému pořádku, proti občanskému soužití a proti majetku.
Recidiva má být přísněji postihována u přestupků proti veřejnému pořádku, občanskému soužití a majetku. V případě těchto přestupků se o polovinu zvyšuje horní hranice výměry pro uložení pokuty. Záznam v registru může znamenat též odepření zbrojního průkazu, vyloučení z uchazečů o místo strážníka atd. Registr bude záznam o přestupku uchovávat pět let.
Správní orgán bude muset vždy ověřit, zda pachatel nebyl za stejný přestupek v posledním roce již uznán vinným. Pokud se pachatel dopustil přestupku do jednoho roku opakovaně, správní orgán musí uložit pokutu (nelze jen napomenutí). Opakovaný přestupek dále nelze řešit blokovou pokutou, je nutno jej oznámit do správního řízení.

## Datový obsah
- identifikace pachatele přestupku,
- právní kvalifikace včetně formy zavinění,
- druh a výměra sankce popř. ochranného opatření,
- údaje o správním orgánu, který přestupek projednal, a případně údaje úřední osoby, která projednala přestupek v blokovém řízení
- číslo jednací, datum vydání a nabytí právní moci,
- v případě žaloby proti rozhodnutí o přestupku - údaje o soudu a o jeho rozhodnutí,
- identifikace úřední osoby, která zápis do evidence přestupků provedla.[4]

## Informační systém

### Funkcionalita aplikace
V systému funguje webová služba pro příjem záznamů o přestupku a pro příjem žádostí o opis z evidence přestupků. Řeší příjem a evidenci elektronicky zaslaných záznamů o spáchaném přestupku od orgánu veřejné moci, příjem a evidenci elektronicky zaslaných žádostí o opis z evidence přestupků, automaticky vydává opis z evidence přestupků.

## Vkládání/Výpis dat
Vkládání dat do ISEP nebo jejich výpis (lustrace) jsou možné buď prostřednictvím IS Czech POINT, nebo z aplikace používané správním orgánem pro správní delikty, např. Vita (Vita SW), Proxio (Marbes), mobilní Městská policie PRM (Gordic) aj.